# シュベツォフ ASh-82

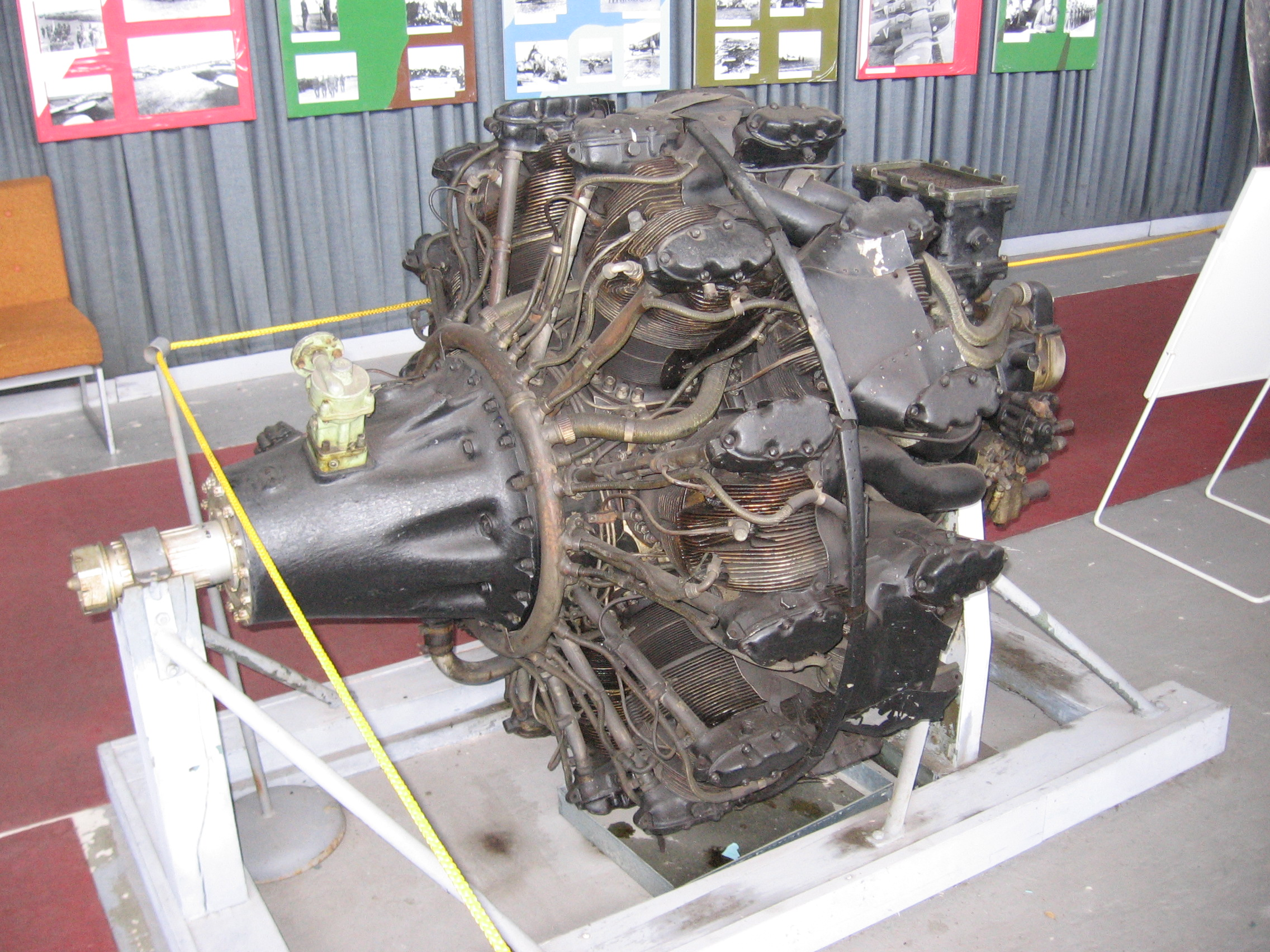
ASh-82 エンジン

シュベツォフ ASh-82 あるいは M-82 （ロシア語：Швецов АШ-82 / М-82）は、ソビエト連邦で開発された空冷二重星型14気筒の航空機用エンジンである。
9気筒の ASh-62（M-62）エンジンの気筒を増やしたもので、ライセンス生産を行っていたアメリカのライト R-1820「サイクロン」エンジンの流れを汲んでいる。生産は1940年から始まり、軍用機の Tu-2、Pe-8、La-5、La-7 や、旅客機の Il-14 に搭載された。総生産数は70,000基以上である。

## 派生型
ASh-82
離陸出力1,700 hpの初期型。
ASh-82F
冷却系統やオイル系統に改良を加えた型。
ASh-82FN
燃料噴射装置を備え出力が1,850 hpまで向上。Pe-8 や La-7 に搭載された。
ASh-21
ASh-82 を元に開発された単列7気筒エンジン。1947年に生産を開始し、Yak-11 練習機に使われた。

## 諸元

### ASh-82
- タイプ：空冷星型複列14気筒
- ボア×ストローク：155mm × 155mm
- 排気量：40.946 L
- 乾燥重量：868 kg
- 圧縮比：7.05
- 燃料供給方式：燃料噴射装置式
- 出力　
  - 1700hp / 2,600rpm （離昇出力）
  - 1530hp / 2,400rpm （高度1,550m）
  - 1330hp / 2,400rpm （高度4,550m）
- 比出力：41.5 hp/L
- 出力重量比：1.96 hp/kg

## 主な搭載機
- ソビエト連邦
  - 民間機：イリューシン Il-14
  - 戦闘機：ラボーチキン La-5、La-7
  - 爆撃機：ツポレフ Tu-2、ペトリャコフ Pe-8